# كرون
كرون (بالإنجليزية: cron)‏ مجدول أعمال زمني لأنظمة التشغيل شبيهة يونكس. يتيح كرون للمستخدمين جدولة الأعمال (الأوامر أو سكربتات شل) لتعمل تلقائيًا في وقت أو تاريخ محدد. يغلب استخدام كرون لعمليات صيانة النظام والإدارة، لكنه عام الأغارض أي يمكن استخدامه لأي غرض آخر، مثل الاتصال بالإنترنت وتنزيل البريد الإكتروني. أعيد إنشاء كرون أكثر من مرة عبر تاريخه.

## التصميم
يُضبط كرون باستخدام crontab وهو ملف إعدادات تخزّن فيه أوامر شل لتعمل بشكل دوري وفقًا لجدول زمني معطى.
كانت الإصدارات الأولى من كرون متوفرة فقط للمستخدم الجذر فقط. لكن الإصدارات اللاحقة أصبحت لكل من لديه حساب على النظام.